# قربانی (فیلم ۲۰۱۱)
«قربانی» (انگلیسی: Sacrifice (2011 film)) فیلمی در ژانر مهیج است که در سال ۲۰۱۱ منتشر شد. از بازیگران آن می‌توان به کوبا گودینگ جونیور، کریستین اسلیتر، کیم کواتس، و دوون بوستیک اشاره کرد.